# ネズミ
ネズミ（鼠）は、哺乳類ネズミ目（齧歯目）の数科の総称である。ハツカネズミ、ドブネズミ（ペットとしてはファンシーラット）など、1300種あるいは1065-1800種が含まれ、一大グループを形成している。英語では大型のものを「Rat」、小型のものを「Mouse」と呼ぶ。

## 形態および生態
ネズミのほとんどが夜行性である。また、ネズミの前歯は一生伸び続けるというげっ歯類の特徴を持っているため、常に何か硬いものを（必ずしも食物としてではなく）かじって前歯をすり減らす習性がある。硬いものをかじらないまま放置しておくと、伸びた前歯が口をふさぐ形になり食べ物が口に入らなくなってしまい餓死してしまう。
世界中のほとんどあらゆる場所に生息している。ネズミ上科のほとんどの種が、丸い耳、とがった鼻先、長い尻尾といった、よく似た外観上の特徴をもち、外観から種を見分けることは難しい。このため、頭骨や歯によって識別がなされている。
繁殖力が旺盛である。ハツカネズミなどのネズミは一度の出産で6-8匹生むことが出来、わずか3-4週間程度で性成熟し子供が産めるようになる。

## 分類

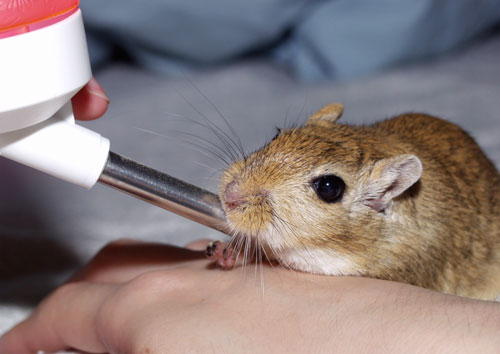
スナネズミ

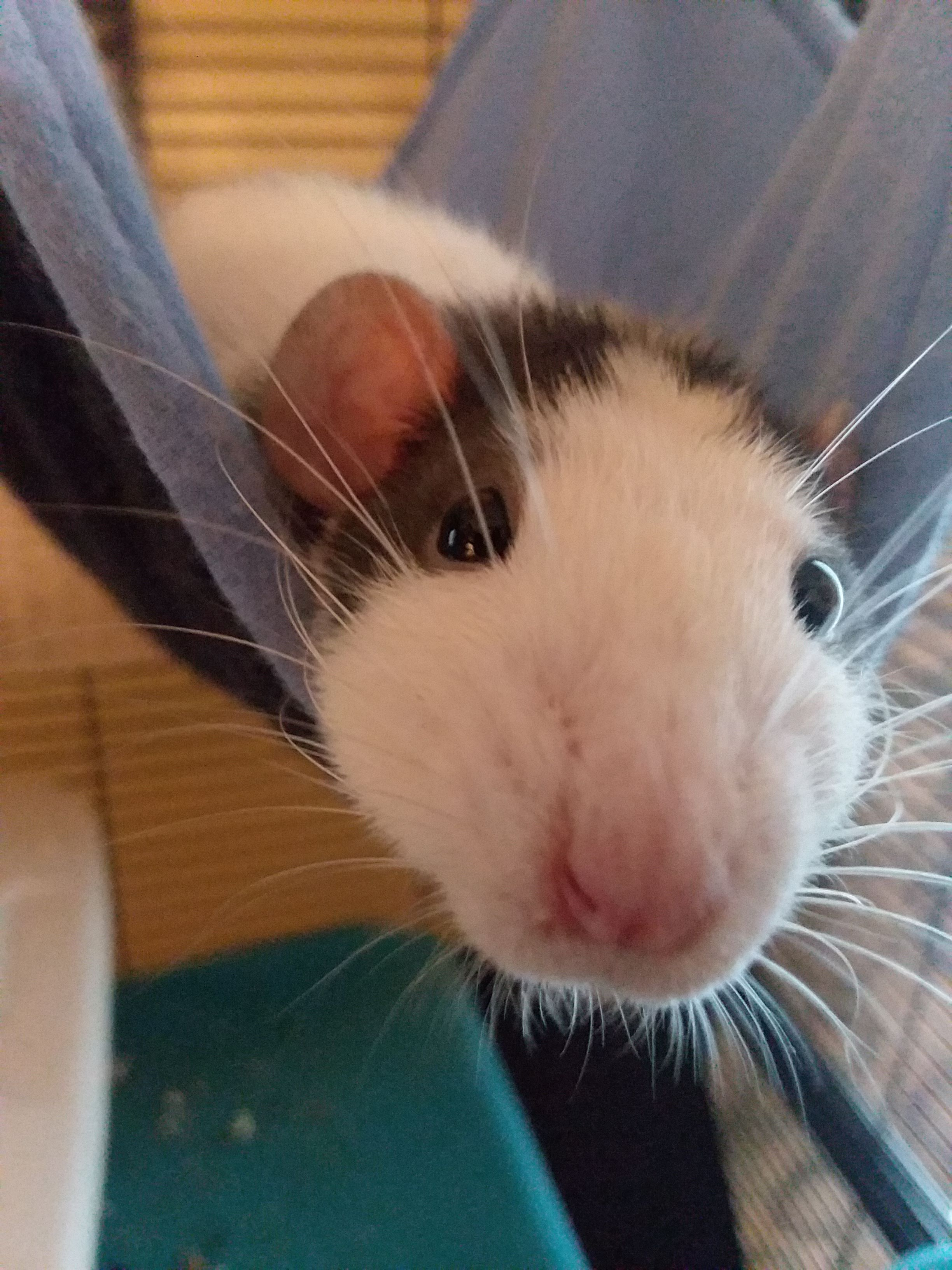
ファンシーラット

古い分類では、ネズミ亜目の総称とされていた。ただし、ネズミ亜目の分類は当時から変化し、現在のネズミ亜目はかなり異なる。あるいは狭義にはネズミ上科、さらに狭義にはネズミ科の総称ともされる。

### 旧ネズミ亜目
広義に取った場合、古い分類でネズミ目ネズミ亜目に分類されていた3上科9科が含まれる。これは現在の分類では、ネズミ亜目の2上科8科とリス亜目の1科に分類される（いずれも、科数は分類により若干増減する）。
- ネズミ亜目 Myomorpha の一部
  - ネズミ下目 Hystricomorpha（狭義のネズミ亜目 Myomorpha）
    - ネズミ上科 Muroidea
      - ネズミ科 Muridae - クマネズミ、ドブネズミ（ファンシーラット）、ハツカネズミ、アカネズミ、アレチネズミ、スナネズミ など
      - アシナガマウス科 Nesomyidae - アフリカオニネズミ など
      - キヌゲネズミ科 Cricetidae - キヌゲネズミ、ハムスター、ミズハタネズミ、ハタネズミ など
      - メクラネズミ科 Spalacidae - メクラネズミ、タケネズミ など
      - ヨルマウス科 Calomyscidae

    - トビネズミ上科 Dipodoidea
      - トビネズミ科 Dipodidae - トビネズミ、トビハツカネズミ、オナガネズミ
- リス亜目 Sciuromorpha の一部
  - ヤマネ下目 Glirimorpha
    - ヤマネ上科 Gliroidea
      - ヤマネ科 Gliridae - ヤマネ、トゲヤマネ、サバクヤマネ

現在のネズミ亜目には、以前はリス亜目に分類されていた、ホリネズミ科・ポケットマウス科・ビーバー科・ウロコオリス科・トビウサギ科も含まれるが、これらは通常、ネズミとされない。
ヤマネ科は、古い分類ではネズミ亜目とされ、ネムリネズミの異名もあり、ネズミに含められてきた。しかし、現在の分類ではリス亜目であり、標準和名に「ネズミ」が入ってないことも相まって、ネズミとしないことも多い。

### その他の「ネズミ」

#### ネズミ目
ネズミ亜目の残りや、近縁なヤマアラシ亜目にも、和名に「ネズミ」が含まれる種が散見され、俗に「ネズミ」と呼ばれることがある。ただし、解剖学的にはネズミ亜目と異なる点もあり、生物学的な観点からは「真のネズミではない」とされる。ただし、ホリネズミ科をネズミに含めることがある。
和名に「ネズミ」を含む主な種は以下の科に含まれる。分類群は関連するもの以外は省略。
- ネズミ亜目 Myomorpha
  - ネズミ下目（狭義のネズミ亜目） Myodonta
    - ネズミ上科 Muroidea ※真のネズミ
    - トビネズミ上科 Dipodoidea ※真のネズミ

  - ビーバー下目（ビーバー亜目） Castoriomorpha
    - ホリネズミ上科 Geomyoidea
      - ホリネズミ科 Geomyidae - ホリネズミ
      - ポケットマウス科 Heteromyidae - ポケットネズミ、カンガルーネズミ など
- ヤマアラシ亜目 Hystricomorpha
  - ヤマアラシ下目 Hystricognathi
    - テンジクネズミ小目 Caviomorpha
      - デグー科 Octodontidae - コルロネズミ
      - チンチラネズミ科 Abrocomidae - チンチラネズミ
      - テンジクネズミ科 Caviidae - テンジクネズミ（モルモット）
      - アメリカトゲネズミ科（アメリカトビネズミ科）Echimyidae - アメリカトゲネズミ、ギアラトゲネズミ など

    - フィオミス小目 Phiomorpha
      - ヨシネズミ科 Thryonomyidae
      - アフリカイワネズミ科 Petromyidae
      - デバネズミ科 Bathyergidae - ハダカデバネズミなど

さらにこれら以外でも、顕著な外見上の特徴（ヤマアラシのような）がない、チンチラなどの小型種はいずれも、漠然とネズミと呼ばれることがある。また、カピバラやフーティアのような（ネズミ目としては）大型動物でさえ、「巨大なネズミ」と表現されることもある。古来から、地上性の小獣をネズミと総称したとされる。

#### ネズミ目以外
ネズミ目以外にも「〜ネズミ」という和名の生物がいるが、これらは最も広義のネズミにも含められることはなく、あくまで名前がそうであるだけのものとして扱われる。
- 真無盲腸目トガリネズミ科 - トガリネズミ、ジネズミ、ジャコウネズミ（スンクス）、カワネズミ
- 真無盲腸目ハリネズミ科 - ハリネズミ
- ハネジネズミ目 - ハネジネズミ
- 有袋類オポッサム目 - フクロネズミ（オポッサム）
- 有袋類フクロネコ目 - フクロトビネズミ
- 「海鼠」は「ナマコ」と読む。

## 人間との関わり
人類にとって、ネズミは収穫した後の穀物を食害したり、家財を損なう害獣と古来認識されている。農作業において、自然の鳥獣が時折田畑の作物を食べに出てくるのは自然なことであり、人間が自然の恵みによって間接的に自然から食料を得ているという意識のもとでは、そうした鳥獣は必ずしも殺して駆除すべき対象ではなく、基本的に追い払うだけであった。しかし、収穫後の穀物は自然と切り離された人間の所有物であり、それを食べるネズミは大事な物を盗み取っていると見なされ、古今東西忌み嫌われてきた。
アリストテレスの『博物誌』では、農作物に害をなすことが述べられているとともに、塩を舐めているだけで交尾をしなくても受胎すると考えられていて、繁殖力が強い事は知られていた。中世のヨーロッパでは、ネズミは不吉な象徴であり、ペストなどの伝染病を運んでくると考えられていた（実際にペストを媒介する）。また、「ゾウはネズミが天敵」と信じられていた（ネズミはゾウの長い鼻に潜り込んで窒息死させると言われていた）。これは単なる迷信などではなく、ネズミは自分より体の大きなものであっても襲うことがあるためである。人間の乳児や病人などはネズミにかじられてしまうことが多々あった。飢饉などで動けなくなり周囲も看病をできなかった弱った人間がネズミにかじられて指を失った事例などは世界中にある。

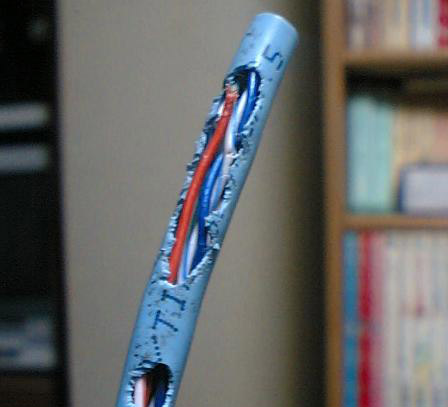
鼠害を受けたLANケーブル

また、ドブネズミ、クマネズミ、ハツカネズミの3種はイエネズミと呼ばれ、人間社会にとってもっとも身近なネズミである。現代でも病原体を媒介したり、樹木や建物、電気機器などの内部や通信ケーブルなどをかじったりして人間に直接・間接の害を与える衛生害獣であり、駆除の対象となっている。
20世紀に入って以降になると、次第にネズミはイヌやネコと並んで、物語や漫画、ゲーム、アニメなどの動物キャラクターとして登場するようになる。個体の均一性やネズミの体重が軽いことと安く飼育して増やせることに着目し、薬品や化粧品開発などの実験動物として使われたり、アフリカ・タンザニアでは、ベルギー人のバート・ウィートジェンスが創設したNGO・APOPOが、ネズミを使って地雷を発見するという活動を始めている。ネズミの仲間のハムスターなどはペットとして人気がある。

### 日本列島におけるネズミ

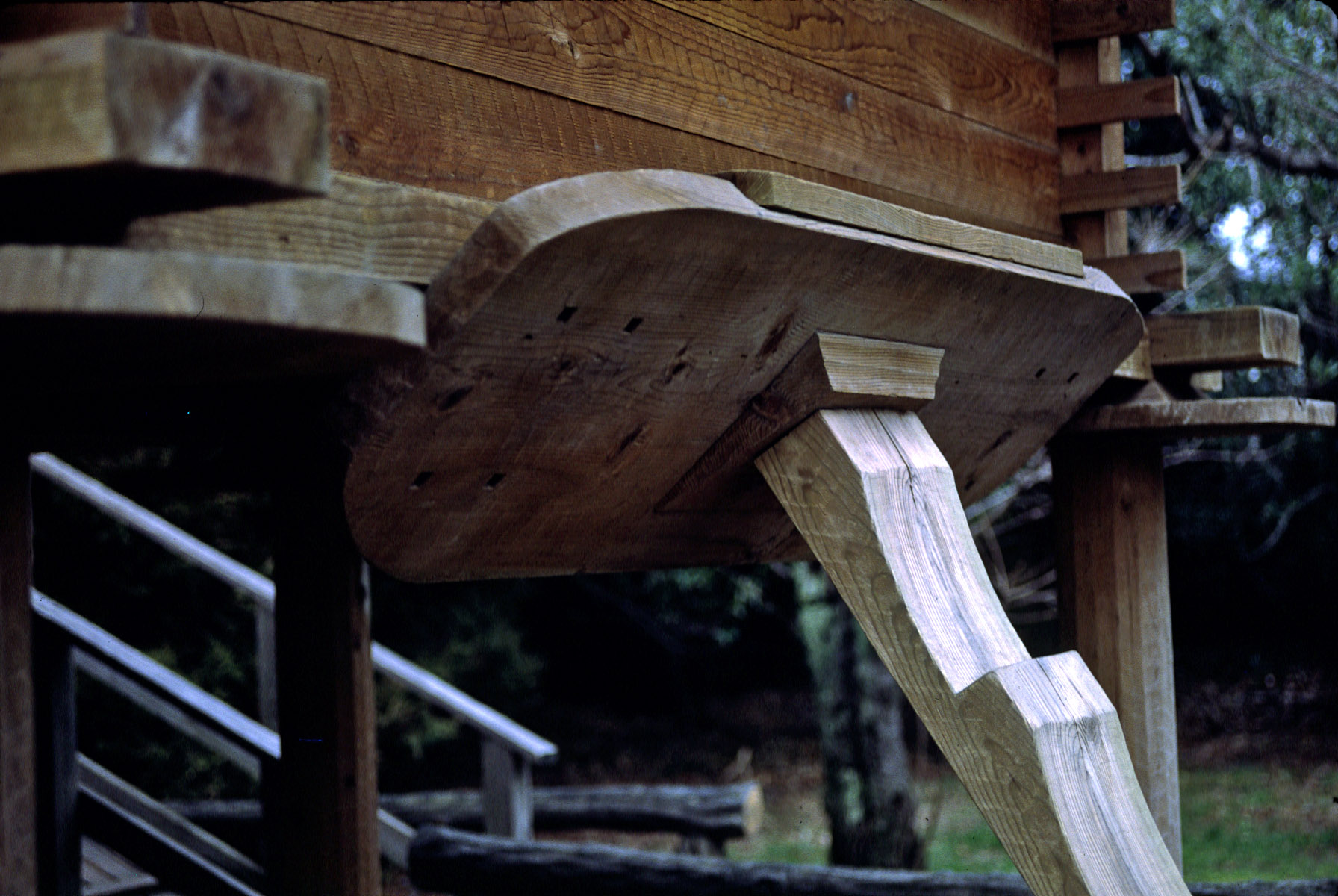
高床倉庫、小判形のねずみ返し（登呂遺跡）

縄文時代の貝塚における発掘調査で、微小な動物遺体の水洗選別を行った際にネズミの骨が回収されている。これらはアカネズミ・ヒメネズミなど森林性のネズミ類であり、狩猟対象獣であるイノシシ・シカ・タヌキなどに比べて微量であること、また小さいことから食用ではなかったと考えられている。また、貝塚から出土する動物遺体には、ネズミの齧り跡が認められることもある。
東京都北区に所在する七社神社裏貝塚では、魚骨・貝殻などが廃棄されていた縄文後期前葉の土坑内部からハタネズミ・アカネズミで構成される大量のネズミが出土している。ゴミ坑から出土したことから食用であることも想定されるが、全身の部位が残っている個体が多く、焼けた形跡も見られない。このため食用ではなく、縄文人の採集生活において、堅果や加工品を食糧とする森林性のネズミは競合関係にあり、このため駆除を目的としてゴミ坑に廃棄しており、また土坑は落とし穴として機能していた可能性も考えられている。
弥生時代にも人間の生活圏にネズミが存在した痕跡が見られる。1947年（昭和22年）に静岡県静岡市に所在する登呂遺跡における発掘調査により出土した楕円形・蓋状の木製品は、その後の類似した木製品の出土事例の増加により、食料貯蔵庫である高床倉庫の柱に設置するネズミ返しであるとする説が提唱された。高床倉庫のネズミ返しは、取り付け位置・ネズミの種類からクマネズミ属のクマネズミ・ドブネズミには通用せず、ハタネズミを対象としたものであり、そもそもクマネズミ属は弥生時代には生息していなかったとも言われる。
一方で、奈良県磯城郡田原本町唐古に所在する唐古・鍵遺跡では、弥生時代のものと推定されるドブネズミの骨が出土している。また、同遺跡から出土した壺形土器には、4本の掻き傷が見られ、大きさ・本数からネズミのものであると考えられている。ドブネズミは東南アジアを起源とするクマネズミ属であり、世界中に進出している。一般に集落の形成期にはハタネズミ・アカネズミなどの野ネズミが多く出土し、集落の成長に伴い人家の周辺に生息するドブネズミが出現し、さらに集落が衰退すると再び野ネズミが増加するという。唐古・鍵遺跡における出土事例から、弥生時代には稲作農耕の開始に伴い渡来したとする説がある。従来、日本列島へのネズミの渡来は飛鳥時代に遣唐使の往来に伴い渡来したとする説や、江戸時代に至って渡来したとする説もあったが、唐古・鍵遺跡の事例により、これを遡って弥生時代には渡来していたと考えられている。
石川県金沢市に所在する畝田ナベタ遺跡から出土した平安時代（9世紀）の木簡には、ネズミ歯形が認められてる。この木簡は籾の付札で、穀倉を棲家とするネズミが存在していたことを示している。同時代には、宇多天皇の日記『寛平御記』などの文献資料において、猫の飼育に関する記録が見られ、仏典などを守るためネズミの天敵である猫が導入されたとする説もある。

### ネズミの飼育
江戸時代の大阪では、養鼠家による飼育が行われ、変わった毛色のネズミが珍重された。『養鼠玉のかけはし』『珍翫鼠育艸』などの飼育書が販売された。
実験用シロネズミ
ラットが実験動物化されるようになった19世紀か、それ以前に繁殖させる過程で、まだら模様のネズミがアルビノ変異したものとされる。
ハムスター
1839年にジョージ・ロバート・ウォーターハウスが記載したのが歴史に最初に記載された例である。それから繁殖と家畜化に成功したのが、1939年である。

#### 語源説
和名の「ネズミ」という言葉について、過去に以下のような語源説が唱えられた。
- 「ネ」は「ヌ」に通じ「ヌスミ」の意味。盗みをする動物であることから。（『日本釈名』）
- 「寝盗」。寝ている間に盗みをする動物であることから。（『和訓栞』）
- 「ネ」は「根の国」の「根＝暗いところ」、「スミ」は「棲む」。暗いところに棲む動物であることから（『東雅』）

### 家ネズミ
野外に棲息するアカネズミ、ハタネズミなどの「野ネズミ」に対して、人家やその周辺に棲息するネズミ類を「家ネズミ」と呼ぶ。日本のネズミ類のうち家ネズミに当たるものは、ドブネズミ、クマネズミ、ハツカネズミの3種類にほぼ限られる。

### スーパーラット
近年ではクマネズミを中心に、ワルファリンに薬剤抵抗性のある肝臓の毒代謝能力の高いものが現れている。クマネズミ以外のネズミにも、同様の耐性を持つ個体が見られるようになり、これらを含め総括してスーパーラットと呼ばれる。スーパーラットのほとんどがクマネズミである。スーパーラットにも効く殺鼠剤も研究されて、薬局などで市販されている。

### 湖南省の大鼠害
2007年6月と7月に中華人民共和国湖南省岳陽市を中心に洞庭湖の周辺地域で、洞庭湖の水位上昇を受けて居場所から追い立てられた野ネズミ20億頭が、農村部へ流出する事件が発生した。農作地の被害は160万ヘクタールに及んだ。

### 食材として
も参照
ベトナム、タイなどでは、穀物を主食とする田ネズミが食材として用いられ、農家等で飼育されることもある。
南洋のイースター島においては、遺跡から出土する動物遺体のうちネズミが魚を上回る量で出土しており、陸鳥の絶滅や大型魚の減少・貝の小型化などの食糧条件の変化によりネズミを食用としていたと考えられている。イースター島は環境破壊によって樹木が枯渇し、漁船を作って海に出ることが困難になったことでも知られる。

### ネズミとチーズ
関西学院大学教授の中島定彦らが2015年に発表した論文では、ラットもマウスも固形飼料よりもチーズを好むとし、さらに同年に発表した別な論文では、マウスはアーモンド・リッツ・干し芋よりもチーズを好んだとした。同論文で中島は、ネズミはチーズを好まないという先行研究は妥当性を欠いていると指摘した。

## ネズミの駆除方法

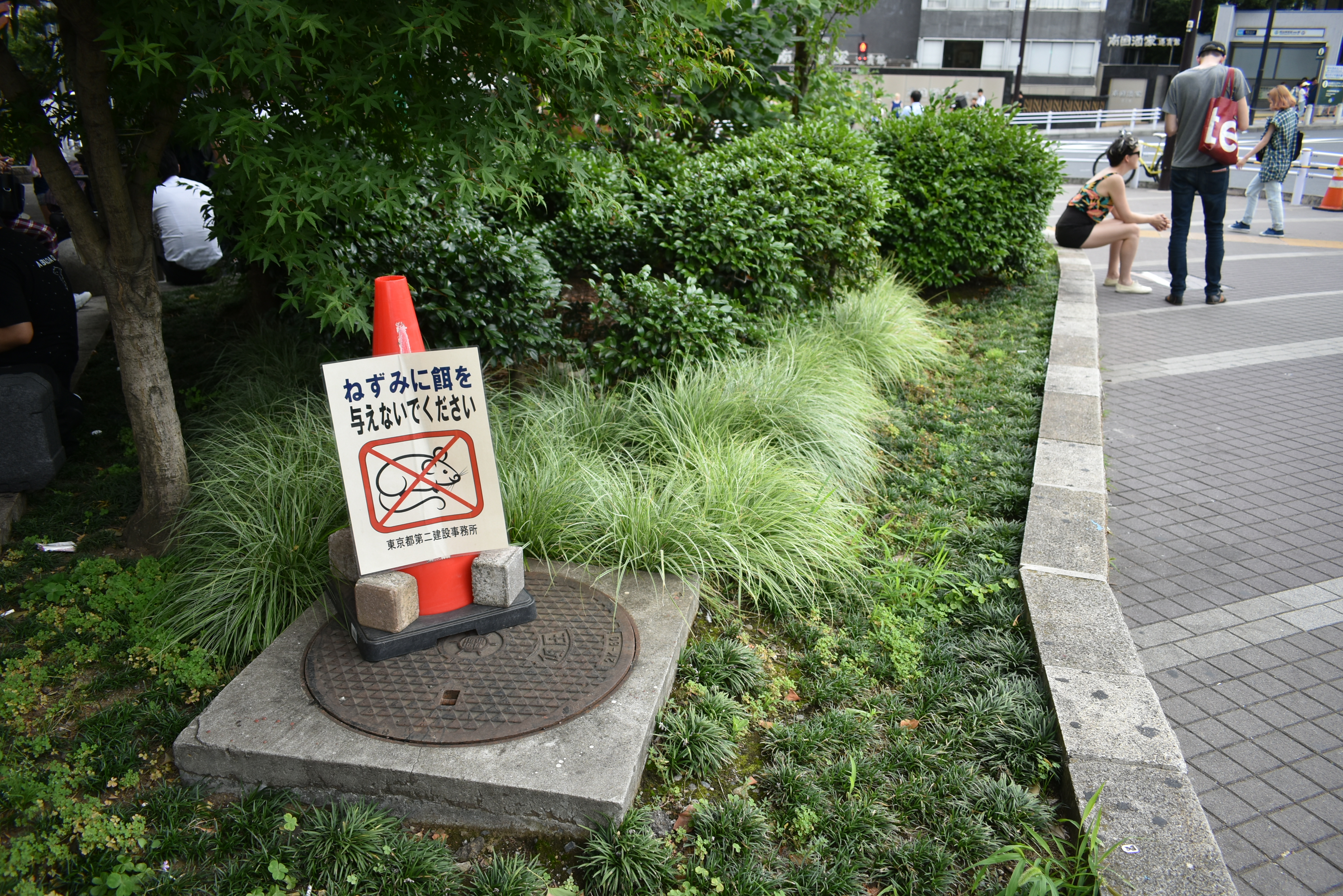
原宿駅前の「ねずみに餌を与えないでください」東京都第二建設事務所の案内（2019年6月27日撮影）

主に一般家庭用での駆除用として、殺鼠剤や粘着シート、ねずみ捕りなどがドラッグストア、ホームセンターなどで売られている。
飲食店などのように状況がひどい場合や工場などのような事業所については、ゴキブリなどと合わせて専門の駆除（ペストコントロール）業者に依頼することが多い。
代表的なものに以下のものがある。
- 駆除より先に、家の中の食料を隠す。棚の中に入れる。生ゴミをポリバケツなどの中に入れる（兵糧攻め。食糧がなければ、生物なので生きられない）。
- 粘着シート（「ごきぶりホイホイ」の大型版・「ねずみホイホイ」など）をネズミの通り道と思われるところに仕掛ける。
  - ネズミは学習能力があり、ジャンプして飛び越した事例があるため、粘着シートは連続して仕掛けること。
- 内部に餌をセットした「ねずみ捕り」（かご型の捕獲器、わな、トラップ）を仕掛ける。
  - ただし、都市部に生息するネズミは、捕獲器を認識して避けるため、捕獲出来ない。
- 毒餌（殺鼠剤、猫いらず。主成分は黄リンやタリウム塩やリン化亜鉛で猛毒であるが、ヒトの誤食に配慮して、低毒性のクマリン系のものが使用されている）を置いて食べさせる。
  - ただし、ワルファリンの薬剤抵抗性を持った、スーパーラット（クマネズミ）も報告されている[21]。
- ネコをペット（家畜）として飼育する。
- 動物の嫌う煙（蚊取線香など）や刺激臭（ハッカ、ハーブ、樟脳臭）を充満させる。樟脳はゴキブリなどの虫にも効くが、これらの刺激臭は愛玩動物にも影響を及ぼす。
- 出入口をふさぐ。ネズミは1センチの隙間があれば通過可能である。
- 出入口を調べた上で、ドライアイスを投入して窒息死させる[22]。
- ネズミが嫌悪する超音波、電磁波を発生させるとする機器について。
  - 公正取引委員会は、電磁波によるネズミ撃退器について「効果が認められない」として、排除命令を出した事がある[23]
  - オーム電機は、発売した超音波によるネズミ嫌悪器を、効果が実証できないとして、返金を受けつけた事がある[24]。
- アパートやマンションに居住している場合、駆除業者へ依頼できるのは、大家もしくは管理組合の許可が必要であり、住人は居室で簡易な対策しか取れない。
- ネズミ駆除の料金は、防除する範囲や業者によって違うが、5万円前後からが多いようである。

## 日本の文化・神話におけるネズミ
十二支
十二支の第1番目、子に割り当てられた生肖（獣）。ネズミの生態に因んで、子孫繁栄などの願掛けがある。
鼠色
主に灰色〜暗灰色のネズミの毛色に似た色を指すが、「四十八茶百鼠」と言われるほどのバリエーションを持つ。
大国主命
『古事記』の根の国の段にネズミが登場する。大国主命は、スサノオ命から3番目の試練として、荒野に向けて放った鏑矢を取って来るように言われる。矢を探して野の中に入ると、スサノオ命は野に火を付け、大国主命は野火に囲まれて窮地におちいる。その時、一匹のネズミが現れて、「内はほらほら、外はすぶすぶ（内はホラ穴だ、外はすぼんでる）。」と告げる。大国主命が、その穴に隠れて火をやり過ごすと、ネズミは探していた矢をくわえて来た。こうしてネズミの助けにより、大国主命はこの試練を乗り切ることができた。
大黒天
仏教の神である大黒天は、後に大国主命と習合して、七福神としても祀られるが、ネズミを使者としている。ネズミが使者とされる理由については一般に、大黒天の乗る米俵や、ネズミが大国主命を助けた事に由来するといわれる。しかし、中国や西域では毘沙門天がネズミを眷属としており、大黒天は毘沙門天とは非常に近しい関係にあったので、ネズミとの関係は日本以前に遡るとも言われる。史料上では、『源平盛衰記』巻1に、「鼠は大黒天神の使者なり 。此人の栄華の先表なり」と、平清盛の栄華を予告する存在として登場しており、少なくとも『源平盛衰記』が成立したとされる鎌倉時代頃には、すでにネズミを大黒天神の使者とする民間信仰が存在していたと考えられる。
ヒンドゥー教の神・クベーラが仏教に取り込まれ毘沙門天となるが、クベーラは宝石を吐くマングースを眷属としており、中国や西域ではマングースがネズミに置き換わった。

## 物語のネズミ

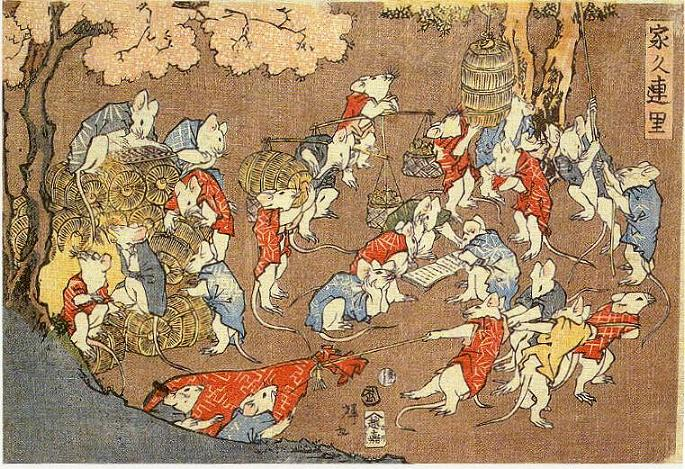
北斎漫画より『家久連里（かくれさと）』（二代目歌川国輝画）
擬人化されたネズミが描かれた戯画。

- 中国では、火山の火の中に「火鼠」がすんでいると信じられていた。『竹取物語』では、かぐや姫が求婚者の安部御主人（あべみうし）に対して、結婚の条件として、火鼠の皮衣（ひねずみのかわごろも）を入手してくるよう求めている（正体は石綿という説がある）。
- 『宇治拾遺物語』の巻第三には、「子子子子子子子子子子子子」を何と読むかという判じものが載る。答えは「ねこのこ、こねこ。ししのこ、こじし」（猫の子、子猫。獅子の子、子獅子）である。「子」の字の二種類の読みかた「ね」および「こ」を巧みに組み合わせると正解が得られる。
- 鎌倉時代に成立したとされる『源平盛衰記』では、平清盛の栄華を予告する存在として登場し、鼠は大黒天神の使者といわれ、吉兆を表す動物として扱われている[26]。
- 室町時代に成立したとされる御伽草子『弥兵衛鼠』は、京都東寺の塔に住む白鼠の弥兵衛が主人公の物語。妊娠した弥兵衛の白鼠の妻が雁の肉を食べたいと言い出し、弥兵衛が妻のために雁をとろうとしたところ、弥兵衛は雁の胸にぶらさがったまま、常陸国まで連れ去られ、その地の人間の長者の屋敷に住みつく。弥兵衛はそこでは、大黒天の使者として歓待され、やがて長者達の助力もあって都に帰るが、その後、長者は大黒天の加護で益々繁盛し、弥兵衛も「福祥の大膳の介」に任ぜられ、富貴を極めるというもの[26]。
- 室町時代に成立されたとされる『東勝寺鼠物語』は、京の鼠阿弥陀仏という鼠とその子孫の鼠太郎穴元という鼠を主人公にした物語。鼠阿弥陀仏は諸国を巡り、奥州に立ち寄った際に、奥州54郡の領主の鼠に泊めて貰う。ところが、鼠阿弥陀仏は領主の鼠が悪行の報いにより、一族共々、猫に食い殺されてしまう所に遭遇してしまい、替わりに、奥州の領主の座におさまる。そして、その後の子孫の鼠太郎穴元は世の無常を観じ、妻とともに美濃の東勝寺という禅寺に穴を作って移り住む。しかし、幼い子鼠達が寺の至る所で悪さをしたため、ついには、僧達によって子鼠達は皆、打ち殺されてしまい、薬と称して食われてしまう。それを見た鼠太郎穴元達は、これも悪行の故と悟る[27]。
- 室町時代から近世初期にかけて成立されたとされる『猫の草子』では、僧侶姿の一匹の鼠が高徳の僧の夢枕に、二度にわたって立つ。一度目は、洛中に解き放たれた猫達によって鼠達が死んでいく惨状を訴えるが、高徳の僧に今までの鼠達のもたらした実害の報い、諸悪の報いであると説かれ、納得して消える。二度目は、洛中の鼠達と評定して近江の国に移住することに決議した事を高徳の僧に述べ、無念さと未練の言葉を残して、僧の前から消える[27]。
- 歌舞伎『伽羅先代萩』では悪家老の仁木弾正が妖術でネズミに化け、大切な巻物を盗む。
- 御伽話『鼠浄土』では、落とした握り飯を追って穴に落ちた爺が、ネズミたちに歓待される。
- 説話集『沙石集』中の『ねずみの婿とり』（『ねずみの嫁入り』）では、ネズミの親が娘に天下一の婿を得ようと太陽を訪ねるが、より優れた者を薦められるうちに、結局ネズミこそが最も優れた者であると結論する。
- ネズミを詠んだ俳句は文字通り枚挙に暇がないが、特に小動物に温かいまなざしを注ぎ続けた小林一茶や正岡子規に秀句が多い。例えば一茶の句には「菜の花や鼠と遊ぶむら雀」「朝顔の花に顔出す鼠かな」「ぞくぞくと鼠の穴もきのこ哉」、子規の句には「鼠追えば三匹逃げる夜寒哉」「長き夜の悪夢驚きて鼠落つ」「むしあつし鼠でも出よかりて見ん」などがある。
- ドイツの民話、『ハーメルンの笛吹き男』で、ネズミはハーメルンの街を荒らす不吉な存在として描かれている。笛吹き男は笛の音によって、ネズミの群れをおびき寄せ、河で溺死させ退治した。報酬を出し渋る街の住民に怒った笛吹き男は、笛の音によって子供たちをすべてさらってしまう。
- C・S・ルイスの小説『ナルニア国物語』にはリーピチープなど物言うネズミが登場する。
- ダニエル・キイスの小説『アルジャーノンに花束を』には、脳外科手術によって知能を増大させたネズミ、「アルジャーノン」が登場する。
- アニメ（カートゥーン）『トムとジェリー』では、ネズミのジェリーとネコのトムがドタバタを繰り広げている。
- ネズミのキャラクターで最もよく知られているのはミッキーマウス。初めて映画に登場したのはアニメーション『蒸気船ウィリー』（1928年）である。ウォルト・ディズニーが飼っていたネズミがモデルであるとされる。体は黒く、黄色い靴に赤いパンツを着用している。
- 1959年-1972年の児童小説『ミス・ビアンカシリーズ』は「囚人友の会」代表しろねずみのミス・ビアンカと家ねずみのバーナードの冒険譚。
- 1972年の児童小説『冒険者たち ガンバと15ひきの仲間』はラットのガンバとその仲間が団結して宿敵白イタチと戦う話。続編に『ガンバとカワウソの冒険』がある。それぞれアニメ化もなされている。
- 1976年の小説『滅びの笛』大量発生したネズミによるパニック小説。
- 1999年の映画『スチュアート・リトル』の主人公スチュアートはがんばりやのハツカネズミ。
- 特撮映画『大群獣ネズラ』では銀座裏の下水道でネズミが破棄されていた宇宙食S602を食べ過ぎて巨大化したネズミが東京を襲撃するというストーリーだが、製作は中止となった。
- 漫画・アニメ『ドラえもん』の主人公であるネコ型ロボット、ドラえもんの苦手な物としてネズミが登場する（ネズミ（2112年 ドラえもん誕生ではネズミ型ロボット）にネコ耳をかじられ失ってしまった過去がトラウマとなっている）。
- イタリアの人形劇『トッポ・ジージョ』の主人公トッポ・ジージョはネズミである。
- ドイツのアニメ『de:Die Sendung mit der Maus（マウスといっしょ）』（『だいすき!マウス』という日本版がNHK教育テレビで放映）』の主人公マウスはネズミである。
- 絵本『ぐりとぐら』の主人公「ぐり」と「ぐら」は仲良しの野ネズミである。
- ゲーム・アニメ『ポケットモンスター』では、ピカチュウやマリルやサンドパンなど、ネズミがモチーフのキャラクターが多数登場する。
- E.T.A.ホフマンの児童文学小説『くるみ割り人形とねずみの王様』にはネズミの女王・マウゼリンクス夫人が登場する。
- ゲーム『マッピー』の主人公はネズミがモチーフ。
- イタリアの漫画『ラットマン』の主人公はネズミ。
- 宮沢賢治の短編小説『ツェねずみ』、『クンねずみ』は、ともに意地の悪いネズミを主人公とした寓話である。
- 開高健の小説、『パニック』では、鼠害を取り扱っている。
- 『HUGっと!プリキュア』に登場する妖精ハリハム・ハリーはハムスターだが、見た目から周りの者にネズミと誤解され、そのたびに「ネズミちゃうねん！ハリハム・ハリーさんや！！」と突っ込み、時にはハリネズミのように逆毛を立ててキレる。

## ネズミに関する言葉・慣用句
ネズミに関する言葉や慣用句には、その生態から「こそこそと悪事を働く者」「泥棒」「小さい者、小物」「どんどん殖えていくもの」「子孫繁栄」などの意味が込められる。
- 大山鳴動して鼠一匹 - 大騒ぎをしたにもかかわらず、実際には大した結果ではなかったということ。ラテン語の諺「山々産気づいて、子鼠一匹生まれる（Parturiunt montes, nascetur ridiculus mus）」に由来する[28]。
- 窮鼠猫を噛む - 追い詰められた弱者が、強者に対し必死に反撃すること。
- ネズミは沈む船を見捨てる（Rats desert a sinking ship） - 所在しているものが危機に陥った際に真っ先に逃げ出す様子を喩えた英語の諺。
- ねずみ算（鼠の子算用） - ネズミが等比級数的に急激に繁殖することから、和算で等比級数の計算のことを指す。
- ネズミ講 - ねずみ算的に会員を増やすことで利益を分配する無限連鎖講のこと。法律で禁じられている。連鎖販売取引（所謂マルチ商法）とは異なる。
- 頭の黒い鼠 - 他人の私財を略奪するような悪人のこと。
- ただの鼠ではない - 取るに足らないと思わせて、油断がならないということ。
- 鼠の尾まで錐の鞘 - どんな下らないものでも役に立つということ。
- 鼠が塩をひく - 取るに足らない些細なことであっても、放っておくといずれ重大な事態を招くということ。
- 家に鼠、国に盗人 - どんな世界でも害悪となる存在は必ずいるということ。
- 鼠に引かれる - 家に独りでいる状態のこと。
- 袋の鼠 - 追い詰められて逃げることができない状態のこと。
- 二鼠藤を噛む - 二鼠を月日、藤を生命に例え、現世は無常で、刻々と死地に近付くこと。
- 首鼠両端を持す - どちらにすべきか心を決めかねていること。
- 城狐社鼠 - 取り除きたくても簡単にできない、権力者の陰に隠れている悪者のこと。君側にある奸臣。
- 鼠壁を忘る壁鼠を忘れず - 被害者が被害に対する恨みを長く忘れられないでいること。
- 鼠窃狗盗 - こそ泥のこと。
- 鼠賊 - こそ泥のこと。
- 溝鼠 - 主人の目を盗んで金品を掠め取る使用人のこと。
- 鼠輩 - 取るに足らない者のこと。
- 鼠花火 - 玩具花火の一種で、地面に置いて着火すると火花を散らしながら高速に回転してその勢いで地面をはい回るもので、多くの場合最後にパンとはじける。
- ネズミ捕り - 検問の俗称。
- 鼠王国、鼠園、鼠御殿、ネズミーランド - 東京ディズニーランド、および東京ディズニーリゾートの俗称。マスコットキャラクターであるミッキーマウスに由来。
- 野球で、主に投手の利き腕の肘にできた遊離軟骨のこと。関節ネズミとも。
- スパイの蔑称。
- 英語では、ハツカネズミなどの小型のネズミをマウス（mouse、複数形はmice）、ドブネズミなどの大型のネズミをラット（rat）と呼び分けており、日本語の「ネズミ」にそのまま相当する単語はない。
- 和文通話表で、「ね」を送る際に「ネズミのネ」という。
- 株相場の格言に「辰巳天井、午尻下がり、未辛抱、申酉騒ぐ。戌は笑い、亥固まる、子は繁栄、丑はつまずき、寅千里を走り、卯は跳ねる」があり、子年の相場は繁栄するといわれる[29]。

## 関連文献
- 福井栄一『大山鳴動してネズミ１００匹 ～ 要チュー意動物の博物誌』2007年、技報堂出版、ISBN 978-4765542395